# بوتان أمين
بوتان طه كريم أمين (مواليد 24 أبريل 2007) هو لاعب كرة قدم محترف يلعب لصالح سويندون تاون. ولد في إنجلترا، ويمثل العراق دوليًا على مستوى الشباب.

## المسيرة الكروية
بعد خروجه من كوينز بارك رينجرز في سن 16 في نهاية موسم 2022/23، تم تقديم منحة دراسية لأمين من قبل سويندون تاون. لعب لفريق تحت 18 عامًا طوال موسم 2023/24. لفت انتباه الجماهير في إنجلترا والعراق بعد تسجيله هدفين ضد مانشستر يونايتد في كأس الاتحاد الإنجليزي للشباب، وقاد سويندون بعد ذلك إلى الدور ربع النهائي من البطولة، حيث سجل ثلاثة أهداف في أربع مباريات خلال الحملة. بعد موسم أول مثير للإعجاب، جذب أمين اهتمام العديد من أندية الدوري الإنجليزي الممتاز مثل مانشستر يونايتد.
في 8 أكتوبر 2024، شارك أمين لأول مرة مع الفريق الأول، وسجل الهدف الأخير لفريقه في الفوز 4–0 على بريستول روفيرز في كأس الاتحاد الإنجليزي.

## المسيرة الدولية
على الرغم من ولادته في إنجلترا، كان أمين مؤهلاً لتمثيل العراق دوليًا، حيث تم استدعاؤه في مايو 2024 للانضمام إلى منتخب العراق تحت 20 سنة لخوض مباراتين وديتين ضد عمان على ملعب الشعب في بغداد. بقي على مقاعد البدلاء في المباراتين. ومع ذلك، حصل على فرصة في مباراتين وديتين غير رسميتين ضد فريقي الدوري العراقي الزوراء والحدود. تم استدعاؤه لبطولة الديار العربية غرب آسيا للشباب 2024 في السعودية، حيث شارك لأول مرة بشكل رسمي مع منتخب تحت 20 سنة كبديل في الدقيقة 69 ضد الأردن.

## الإحصائيات
آخر تحديث match played 12 October 2024.
| النادي        | الموسم        | الدوري        | الدوري  | الدوري | كأس الاتحاد الإنجليزي | كأس الاتحاد الإنجليزي | كأس رابطة الأندية الإنجليزية المحترفة | كأس رابطة الأندية الإنجليزية المحترفة | أخرى    | أخرى  | المجموع | المجموع |
| النادي        | الموسم        | الدرجة        | مشاركات | أهداف  | مشاركات               | أهداف                 | مشاركات                               | أهداف                                 | مشاركات | أهداف | مشاركات | أهداف   |
| ------------- | ------------- | ------------- | ------- | ------ | --------------------- | --------------------- | ------------------------------------- | ------------------------------------- | ------- | ----- | ------- | ------- |
| سويندون تاون  | 2024–25       | الدوري الثاني | 1       | 0      | 0                     | 0                     | 0                                     | 0                                     | 1       | 1     | 2       | 1       |
| المجموع الكلي | المجموع الكلي | المجموع الكلي | 1       | 0      | 0                     | 0                     | 0                                     | 0                                     | 1       | 1     | 2       | 1       |

1. ↑  مشاركة(ات) في كأس الاتحاد الإنجليزي